# Kevin Stapleton
Kevin Stapleton (* 7. Dezember 1963 in Bayonne, Hudson County, New Jersey) ist ein US-amerikanischer Schauspieler.

## Leben
Stapleton ist Absolvent der University of Colorado Boulder und arbeitete anschließend für einige Zeit in der Wirtschaft. Später erfolgte der Umzug nach New York City, wo er das Schauspiel am Neighborhood Playhouse und The Actor's Studio lernte. Er befindet sich seit 2008 in zweiter Ehe.
Mitte der 1980er Jahre erfolgte sein Filmdebüt in Punk City. Erst in den 1990er Jahren kam es zu regelmäßigen Rollenbesetzungen. 2008 übernahm er die Rolle des Marcus Romulus in dem Fernsehfilm Marcus – Der Gladiator von Rom und agierte als zentraler Hauptcharakter. Von 2008 bis 2012 war er in der Rolle des Andrew Tyler in der Fernsehserie Gossip Girl zu sehen.

## Filmografie
- 1985: Punk City
- 1993: Melrose Place (Fernsehserie, Episode 1x30)
- 1994: 4x Herman (Fernsehserie, Episode 3x19)
- 1995: Hostile Intentions
- 1995: Die Verblendeten (Dazzle) (Fernsehfilm)
- 1995: Ocean Blue (Kurzfilm)
- 1996: Carver's Gate – Tor zur Hölle (Carver's Gate) (Fernsehfilm)
- 1996: Liebe, Lüge, Leidenschaft (One Life to Live) (Fernsehserie, 5 Episoden)
- 2000: Cover Me: Based on the True Life of an FBI Family (Fernsehserie, Episode 1x01)
- 2000: Sex and the City (Fernsehserie, Episode 3x16)
- 2000: Jericho
- 2001: Becker (Fernsehserie, Episode 3x12)
- 2005: The Reality Trap
- 2006: Law & Order (Fernsehserie, Episode 17x07)
- 2007: Criminal Intent – Verbrechen im Visier (Law & Order: Criminal Intent) (Fernsehserie, Episode 7x08)
- 2008: Marcus – Der Gladiator von Rom (Cyclops) (Fernsehfilm)
- 2008–2012: Gossip Girl (Fernsehserie, 7 Episoden)
- 2009: Slice of Life (Kurzfilm)
- 2010: The Mule (Kurzfilm)
- 2013: Meet Pete (Fernsehserie)
- 2014: Water Wars